# Thames Embankment

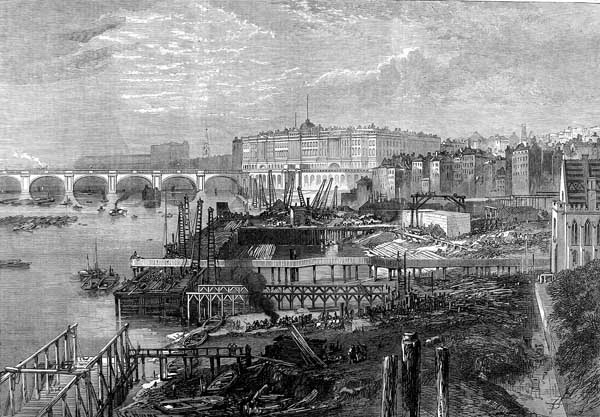
Il Victoria Embankment in costruzione nel 1865. L'Hungerford Bridge sullo sfondo.

I Thames Embankment (argini del Tamigi) sono un'opera di ingegneria civile del XIX secolo che recuperò porzioni di  terra al fiume al centro di Londra. Sono costituiti dal Victoria Embankment e dal Chelsea Embankment.

## Storia
Vi fu una lunga sequenza di proposte fallite per realizzare degli argini sul Tamigi nel centro di Londra. La loro costruzione venne proposta da Christopher Wren nel 1660; poi, nel 1824, un ex militare e collaboratore di  Giorgio IV, Sir  Frederick Trench suggerì la costruzione di un terrapieno, noto come Trench's Terrace, tra Blackfriars e Charing Cross. Trench presentò un disegno di legge in Parlamento che fu bloccato da interessi legati al fiume. Nel 1830, il pittore  John Martin promosse la costruzione di un argine per contenere l'inserimento di una fognatura. Nel gennaio del 1842 la City Corporation adottò un progetto di James Walker ma questo venne insabbiato da lotte interne al governo. Poi lo stesso governo costruì il Chelsea Embankment nel 1854, dal Chelsea Hospital fino a Millbank.
Nel 1862 iniziò poi la costruzione del Victoria Embankment, l'attuale sulla sponda nord del Tamigi, su progetto di Sir Joseph Bazalgette. Esso incorporava il principale sistema fognario di Londra e una linea di metropolitana su cui vennero costruiti una strada litoranea e un ampio passaggio pedonale, oltre ad un muro di contenimento lungo il Tamigi. In totale, lo schema di Bazalgette recuperò 89.000 m2 di terra al fiume.
Gran parte del granito usato nella costruzione proveniva dalle cave di Lamorna in Cornovaglia. La pietra venne modellata in blocchi in loco prima di essere caricata su chiatte e trasportata sul Canale della Manica fino al Tamigi.
Dal Battersea Bridge ad ovest, il Thames Embankment comprende le sezioni di Cheyne Walk, Chelsea Embankment, Grosvenor Road, Millbank e Victoria Tower Gardens. Al di là delle  Camere del Parlamento, prende il nome di Victoria Embankment in quanto va verso Blackfriars Bridge; questo tratto incorpora anche una sezione della metropolitana di Londra utilizzata dalla  District e Circle line e passa anche per Shell Mex House e l'Hotel Savoy. L'argine incorpora anche diversi tratti di giardini e spazi aperti, noti collettivamente come Embankment Gardens, che assicurano un'oasi di pace nel cuore del centro di Londra. I giardini contengono molte statue, tra cui il memoriale a Bazalgette.
Il più piccolo Albert Embankment si trova nella riva sud del fiume, di fronte alla sezione di Millbank. Venne progettato da Bazalgette per il Metropolitan Board of Works e costruito da William Webster tra il luglio 1866 e il novembre 1869.
Alcune parti dell'Embankment sono state costruite nel XX secolo, come ricostruzione dopo i bombardamenti della seconda guerra mondiale e i disastri naturali come la piena del Tamigi del 1928.